# Ritratti romani bronzei di Brescia
I ritratti romani bronzei di Brescia sono sei busti in bronzo dorato ritrovati nel 1826 durante la campagna scavi del Tempio Capitolino a Brescia. I cinque ritratti maschili rappresentano quattro distinti imperatori del III secolo, a cui se ne aggiunge un quinto di donna. Oggi sono conservati presso il Museo di Santa Giulia, assieme agli altri bronzi romani rinvenuti.

## Storia
Nella notte del 26 Luglio 1826, l'archeologo Luigi Basiletti scoprì, nell’alveo di una più ampia campagna di scavi cui collaboravano l’ingegnere Rodolfo Vantini, l’archeologo Giovanni Labus e il ricercatore De Salis, nell'intercapedine del muraglione che insiste tra la sala occidentale del Tempio Capitolino e il Colle Cidneo, alcuni reperti di epoca romana, tra i quali: i busti, cornici bronzee, statuette, baltei e altri pezzi di composizioni più ampie e, non ultimo, la celebre Vittoria alata. Il modus e la tecnica di riponimento di questi cimeli deposti con meticolosa cura confermano l’ipotesi della volontà pubblica di sottrarli a un destino di ruberia o distruzione. Forse un assedio o comunque il timore di un evento che ne avrebbe messo a rischio la sicurezza. 
Dopo la fortunata scoperta, i busti furono donati al Civico Museo Patrio di Brescia che in quel tempo si andava a poco a poco costituendo. 
Successive testimonianze al periodo di scavo è ad opera di Girolamo Monti che, nel 1826, sulla Gazzetta di Milano riferisce:
“(…) sei teste dorate di grandezza del vero, sembrano imperatorie, tre delle quali sono nicchiate in grosso cerchio pur di metallo, cinque sono virili, una muliebre, e pare della troppa famosa Faustina”.

## Galleria delle immagini

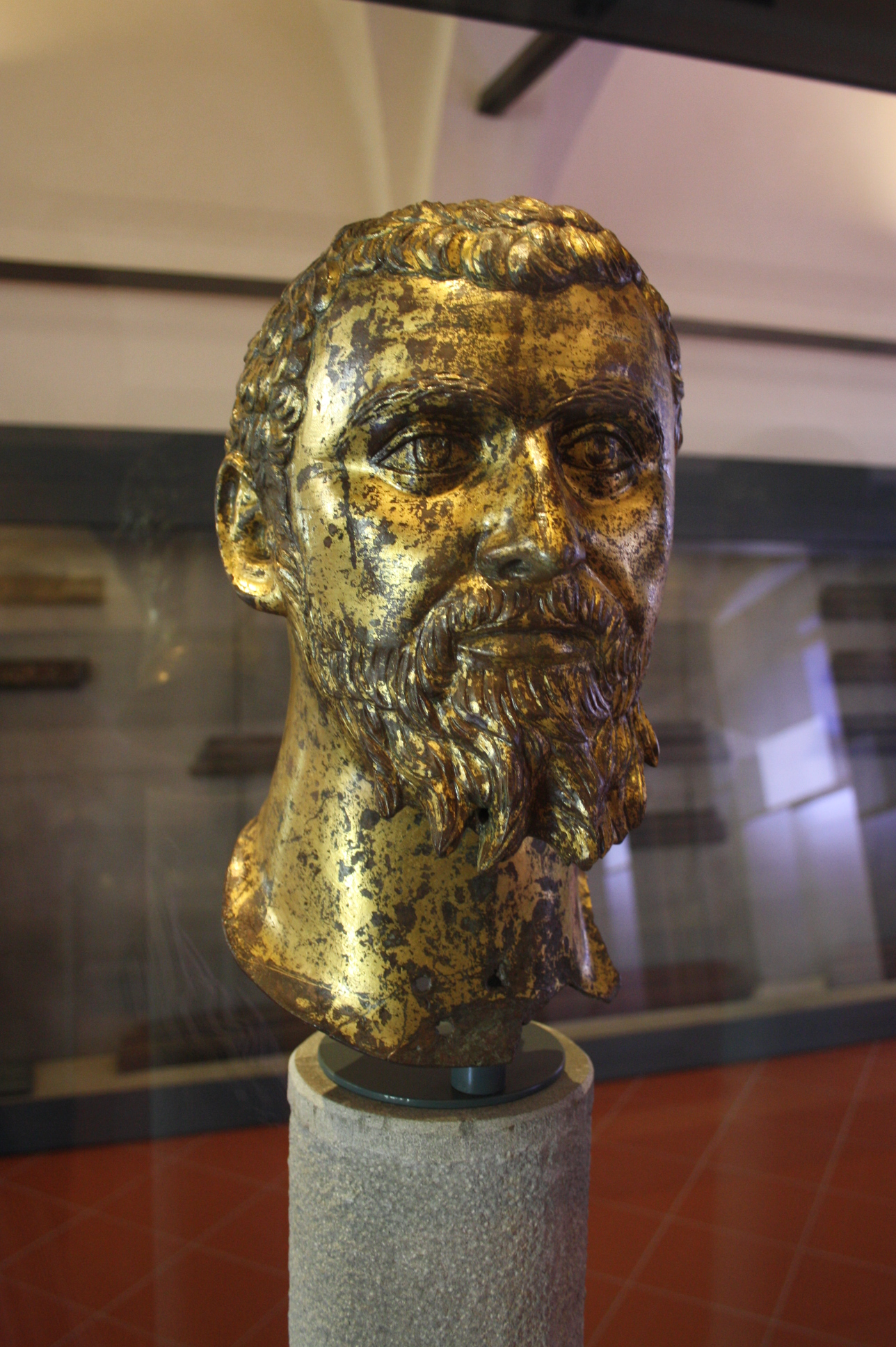
Busto tradizionalmente identificato con l'Imperatore Settimio Severo o Didio giuliano.
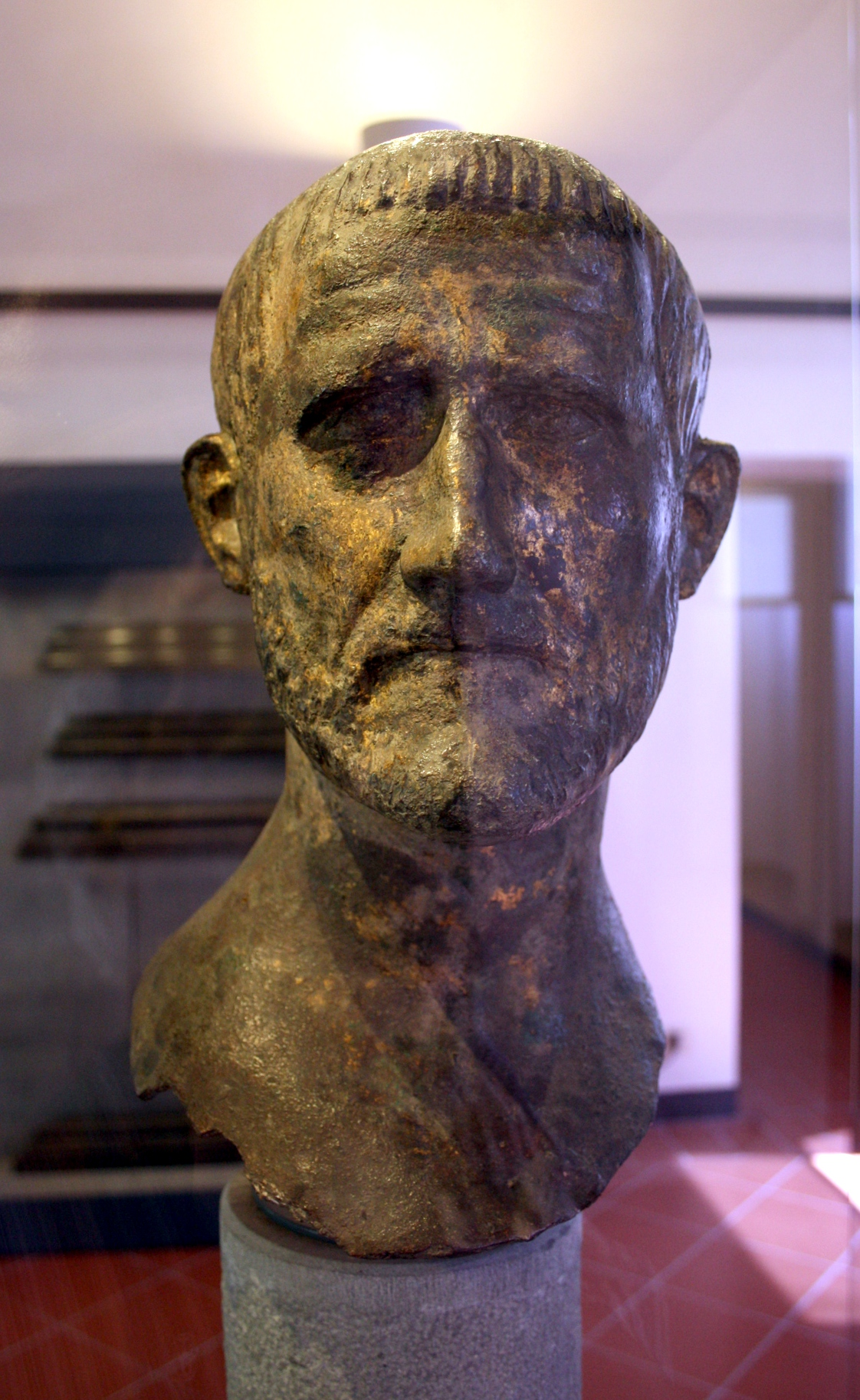
Busto dell'Imperatore Marco Aurelio Probo o di Claudio il Gotico
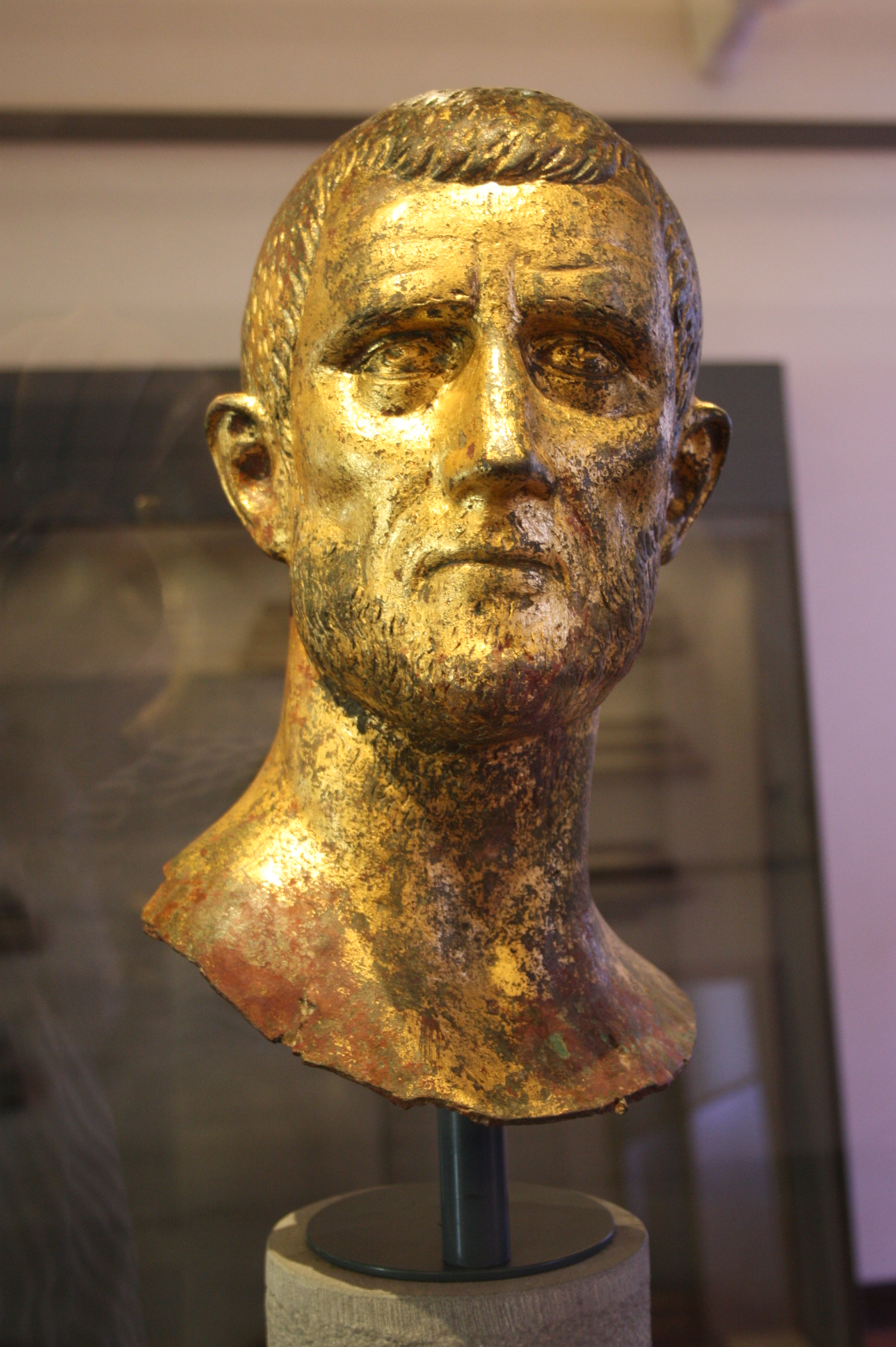
Busto di Aureliano o di Claudio il Gotico.
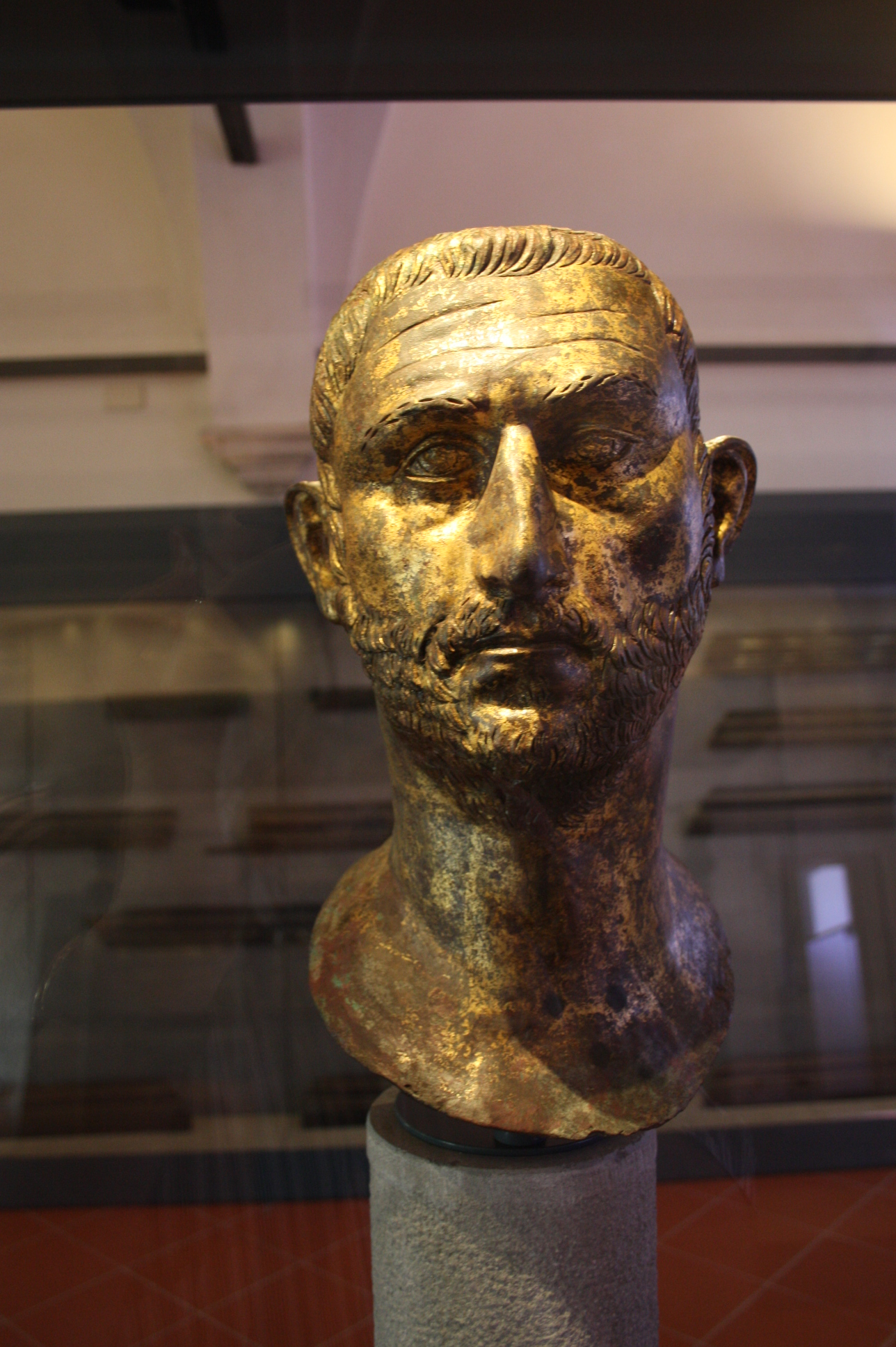
Busto maschile
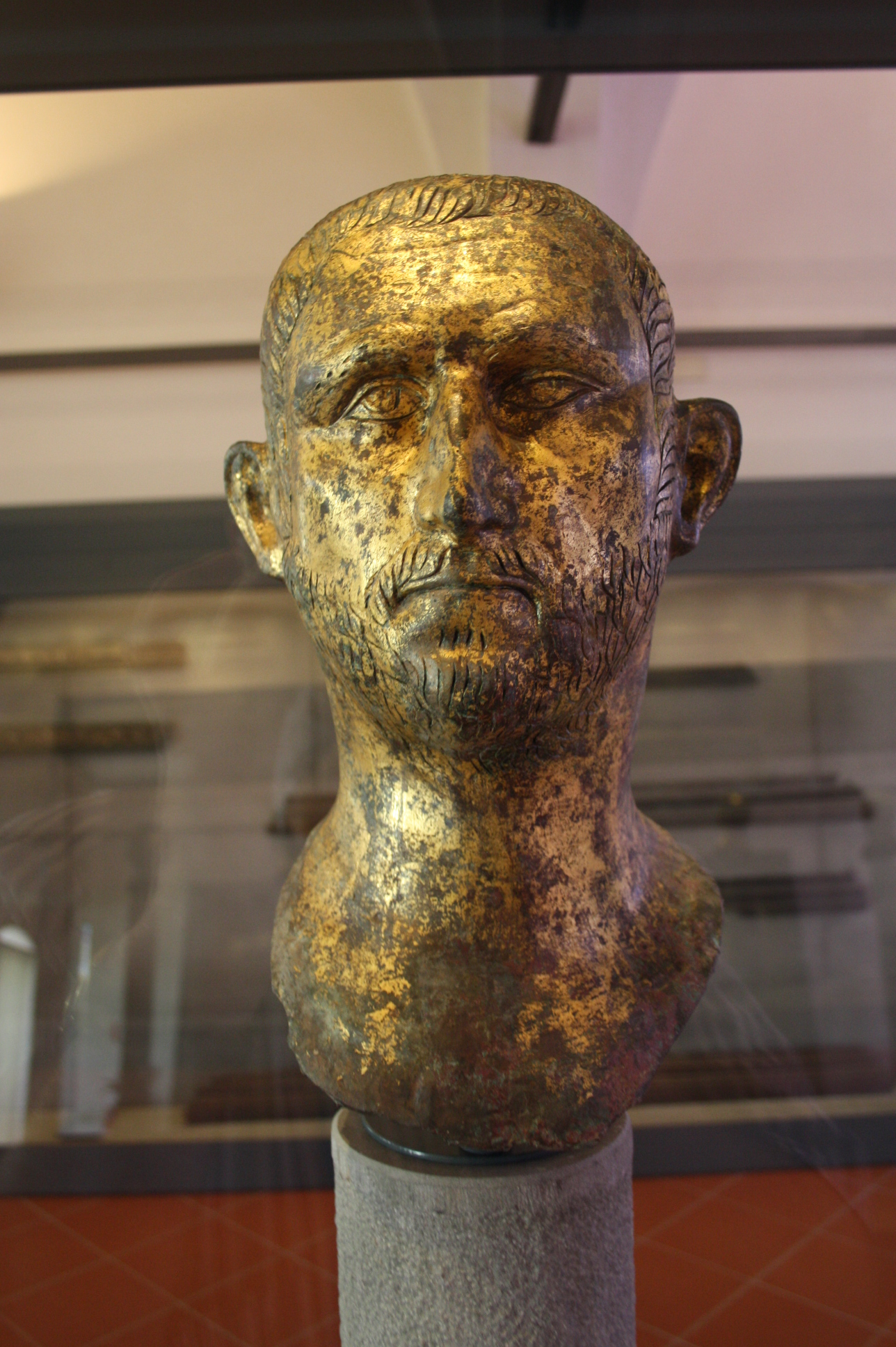
Busto maschile o di Marco Aurelio Probo.
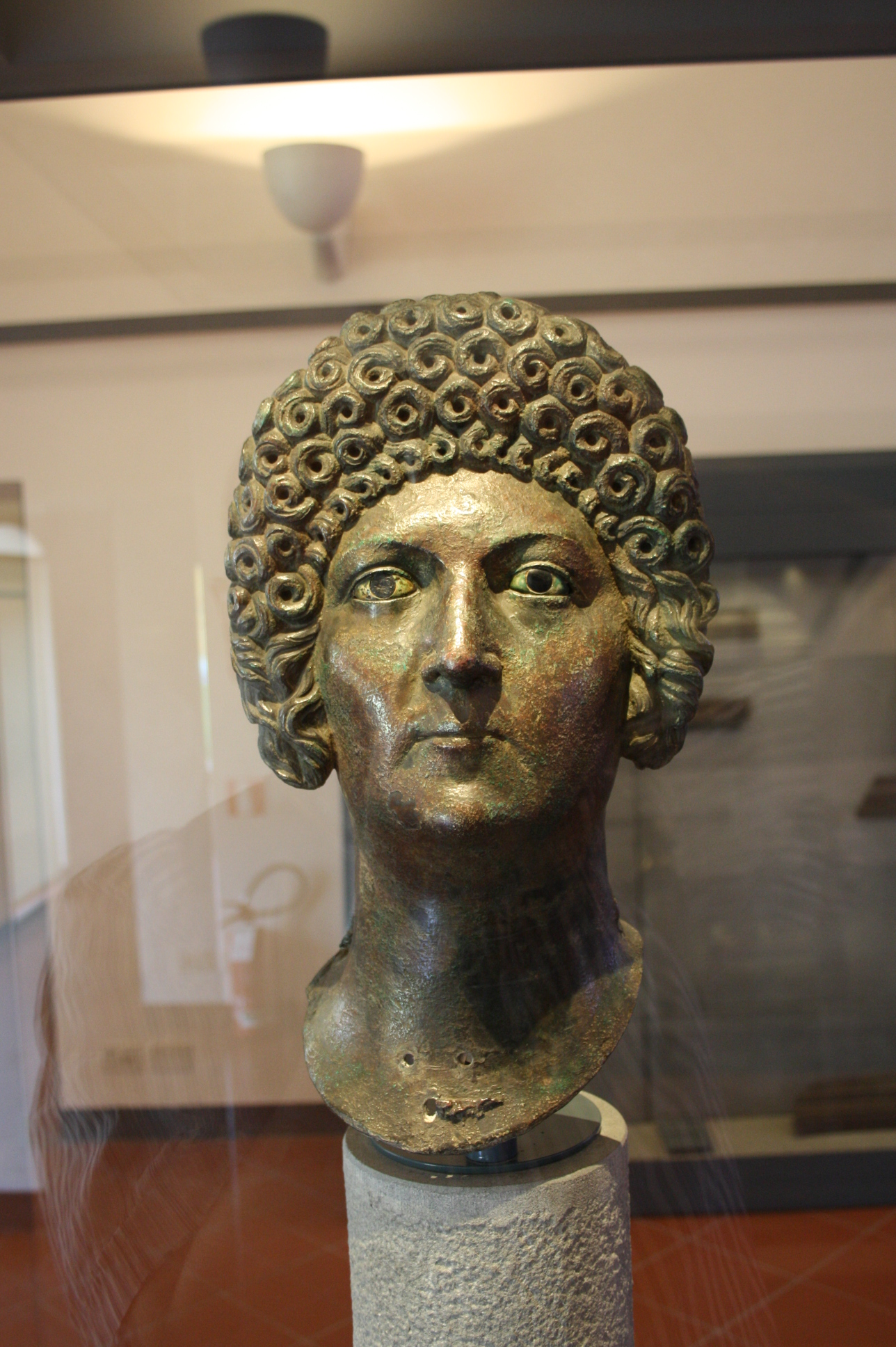
Possibile ritratto di Domizia Longina, di età flavia.